# Eduard Bosch
Eduard Bosch (Barcelona, 1962) és un director de cinema i guionista català. Es llicencià en ciències de la informació per la Universitat de Navarra, i després va estudiar direcció a l'American Film Institute de Los Angeles. Després de treballar un temps a televisió, el 1999 va dirigir el seu primer llargmetratge El viaje de Arián, ambientat en el terrorisme al País Basc i pel que fou nominat al premi revelació a les Medalles del Cercle d'Escriptors Cinematogràfics de 2001 als Premis Butaca de 2001 i a la millor pel·lícula al Festival de Màlaga. i va guanyar el Far de Plata al millor llargmetratge al Festival de Cinema de l'Alfàs del Pi. Mencio especial del Jurat a la Millor Pel·lícula en el Festival de Nantes. 36% d'audiencia a la Euskal Telebista.
Posteriorment dirigeix el documental Mira la luna (2006) produït per Elias Querejeta. Un documental que explica el que porta a l'astronauta Michael Lopez Alegria a voler conquerir l'espai. Documental seleccionat a competició al Festival de Valladolid 2006
Dirigeix també, Ángeles S.A., (2007), una comèdia musical que va suposar el debut a la gran pantalla de la cantant María Isabel. Millor pel·lícula infantil en el Guadalajara Film Festival (Mexic) 2008 i 3ª pel·lícula mes vista a Disney España en el 2008 després de High School Musical i Camp Rock.
En quan a televisió, va dirigir sis episodis de la sèrie Mar de fons (per Diagonal TV) el 2006, dos episodis d' Hospital Central el 2008 i sis episodis de La sagrada família el 2010.